# Ihor Duda
Ihor Mykytowycz Duda ukr. Ігор Микитович Дуда (ur. 10 marca 1940 we wsi Hańczowa) – ukraiński (łemkowski) historyk sztuki, działacz społeczny, redaktor, dyrektor Obwodowego Muzeum Sztuki w Tarnopolu. Członek kolegium redakcyjnego Ternopilśkego encykłopedycznego słownyka oraz autor 560 artykułów w tym wydaniu. Organizator pierwszego festiwalu kultury łemkowskiej „Watra” we wsi Hucisko (w rejonie brzeżańskim obwodu tarnopolskiego), który od 2001 nazywa się „Dzwony Łemkiwszczyny” i odbywa się w uroczysku „Byczowa” nieopodal Monasterzysk. Od 1998 jest członkiem ukraińskiego Towarzystwa Naukowego im. Szewczenki. Od 1999 jest redaktorem czasopisma „Dzwony Łemkiwszczyny”. Od 2002 jest członkiem prezydium Światowej Federacji Ukraińskich Stowarzyszeń Łemkowskich.
Autor przewodników krajoznawczych (w języku ukraińskim):
- Buczacz, 1985
- Borszczów, 1989
- Tarnopol. Co? Gdzie? Jak?, 1989
- Ziemia tarnopolska, 2003 (wraz z Bohdanem Melnyczukiem)
- Monasterzyska, 2006
- Tarnopol: 1540-1944. shron.chtyvo.org.ua. [zarchiwizowane z tego adresu (2017-08-07)]., 2010

## Wyróżnienia
- Zasłużony Pracownik Kultury Ukrainy (1999)